# Karel-Čapek-Preis
Der Karel-Čapek-Preis (Cena Karla Čapka) wird seit 1994 vom tschechischen P.E.N.-Club in jedem geraden Jahr vergeben. Der Literaturpreis wurde anlässlich des 1994 in Prag stattfindenden Internationalen P.E.N.-Kongresses gegründet. Er wird an einen Autor verliehen, der einen Beitrag zur Durchsetzung oder Verteidigung von „demokratischen und humanistischen Werten“ geleistet hat. Die Trophäe aus Bronze hat die Form eines aufgeschlagenen Buches, das ein Porträt von Karel Čapek zeigt. Der Preis ist mit 100.000 Kronen dotiert.

## Preisträger
- 1994: Günter Grass, Philip Roth
- 1996: Arnošt Lustig
- 1998: Jiří Kratochvil
- 2000: Josef Topol
- 2002: Ludvík Vaculík
- 2004: Ladislav Smoček
- 2006: Jiří Stránský
- 2008: Václav Havel
- 2010: Ivan Klíma
- 2012: Pavel Šrut
- 2014: Jan Šulc
- 2016: Petr Šabach
- 2018: Erika Abrams
- 2020: Václav Jamek
- 2022: Jaroslav Rudiš